# Borna Barišić
Borna Barišić (Osijek, 10 november 1992) is een Kroatisch voetballer die doorgaans speelt als linksback. In juli 2024 verruilde hij Rangers voor Trabzonspor. Barišić maakte in 2017 zijn debuut in het Kroatisch voetbalelftal.

## Clubcarrière
Barišić speelde in de jeugdopleiding van NK Osijek, uitgezonderd een uitstap van een half jaar bij Bijelo Brdo. In het seizoen 2013/14 kwam hij tot zijn eerste professionele optreden, op 12 juli 2013. Op die dag werd een uitwedstrijd gespeeld tegen Dinamo Zagreb. Namens die club opende El Arbi Hillel Soudani de score, waarna Duje Čop met twee doelpunten de voorsprong uitbreidde. Omdat Josip Barišić nog een tegendoelpunt maakte, won Dinamo het duel met 3–1. Borna Barišić mocht van coach Tomislav Steinbrückner in de basisopstelling beginnen en hij werd tien minuten na rust naar de kant gehaald ten faveure van Antonio Pavić. Zijn eerste doelpunt maakte hij aan het einde van dat seizoen, op 11 mei 2014. Op die dag werd een uitwedstrijd gespeeld bij Hajduk Split, dat door een doelpunt van Tino-Sven Sušić en twee treffers van Goran Milović op een ruime voorsprong kwam. Een kwartier voor tijd zorgde Barišić voor een tegentreffer. Na die goal kwamen ook Jean Evrard Kouassi (Hajduk Split) en Danijel Cesarec (NK Osijek), waardoor Hajduk met 4–2 won.
Na twee seizoenen in het eerste elftal werd de linkervleugelverdediger overgenomen door regerend landskampioen Dinamo Zagreb. Na één competitieoptreden werd hij voor de rest van het seizoen verhuurd aan stadsgenoot Lokomotiva Zagreb. Een jaar na zijn vertrek kocht Osijek de verdediger weer terug van Dinamo. Aan het begin van het seizoen 2018/19 speelde Barišić in de voorrondes van de UEFA Europa League mee in twee wedstrijden tegen Rangers. De Schotse club was te sterk voor Osijek. Voor Barišić eindigde het Europese seizoen daar niet, want later die zomer werd hij voor een bedrag van circa tweeënhalf miljoen euro overgenomen door Rangers. Hij zette zijn handtekening onder een verbintenis voor de duur van vier seizoenen. In zijn tweede seizoen werd hij ongeslagen Schots landskampioen met Rangers. Hierna eindigde Rangers drie keer op rij op de tweede plek. Barišić verkaste in de zomer van 2024 transfervrij naar Trabzonspor, waar hij voor twee jaar tekende. Na een half seizoen vertrok hij weer, toen hij voor de rest van de jaargang verhuurd werd aan Leganés. In de beginfase van zijn debuutwedstrijd voor Leganés raakte hij zwaar geblesseerd, waardoor hij niet verder kwam dan dat ene duel voor de Spaanse club.

## Clubstatistieken
| Seizoen | Club                | Competitie       | Competitie | Competitie | Beker | Beker | Internationaal | Internationaal | Totaal | Totaal |
| Seizoen | Club                | Competitie       | Wed.       | Dlp.       | Wed.  | Dlp.  | Wed.           | Dlp.           | Wed.   | Dlp.   |
| ------- | ------------------- | ---------------- | ---------- | ---------- | ----- | ----- | -------------- | -------------- | ------ | ------ |
| 2013/14 | NK Osijek           | 1. HNL           | 21         | 2          | 1     | 0     | —              | —              | 22     | 2      |
| 2014/15 | NK Osijek           | 1. HNL           | 28         | 1          | 0     | 0     | —              | —              | 28     | 1      |
| 2015/16 | Dinamo Zagreb       | 1. HNL           | 1          | 0          | 0     | 0     | —              | —              | 1      | 0      |
| 2015/16 | → Lokomotiva Zagreb | 1. HNL           | 19         | 0          | 1     | 0     | —              | —              | 20     | 0      |
| 2016/17 | NK Osijek           | 1. HNL           | 32         | 1          | 4     | 0     | —              | —              | 36     | 1      |
| 2017/18 | NK Osijek           | 1. HNL           | 22         | 1          | 1     | 0     | 8              | 2              | 31     | 3      |
| 2018/19 | NK Osijek           | 1. HNL           | 1          | 0          | 0     | 0     | 4              | 1              | 5      | 1      |
| 2018/19 | Rangers             | Premiership      | 16         | 0          | 4     | 0     | 2              | 0              | 22     | 0      |
| 2019/20 | Rangers             | Premiership      | 22         | 2          | 5     | 0     | 13             | 0              | 40     | 2      |
| 2020/21 | Rangers             | Premiership      | 33         | 1          | 4     | 1     | 13             | 3              | 50     | 5      |
| 2021/22 | Rangers             | Premiership      | 23         | 0          | 3     | 0     | 17             | 0              | 43     | 0      |
| 2022/23 | Rangers             | Premiership      | 30         | 1          | 6     | 1     | 10             | 0              | 46     | 2      |
| 2023/24 | Rangers             | Premiership      | 20         | 0          | 6     | 1     | 9              | 0              | 35     | 1      |
| 2024/25 | Trabzonspor         | Süper Lig        | 9          | 0          | 1     | 0     | 5              | 0              | 15     | 0      |
| 2024/25 | → Leganés           | Primera División | 1          | 0          | 0     | 0     | —              | —              | 1      | 0      |
| Totaal  | Totaal              | Totaal           | 278        | 9          | 36    | 3     | 81             | 6              | 395    | 18     |

Bijgewerkt op 20 juli 2025.

## Interlandcarrière
Barišić maakte zijn debuut in het Kroatisch voetbalelftal op 11 januari 2017, toen een vriendschappelijke wedstrijd gespeeld werd tegen Chili. César Pinares opende in de eerste helft de score namens de Chilenen en via een treffer van Franko Andrijašević werd het uiteindelijk 1–1. Barišić moest van bondscoach Ante Čačić op de reservebank beginnen en hij viel na vierenzestig minuten in. De andere Kroatische debutanten dit duel waren Dominik Livaković, Mario Šitum (beiden Dinamo Zagreb), Nikola Matas, Mateo Barać, Antonio Perošević (allen eveneens NK Osijek), Jakov Filipović (Inter Zaprešić), Luka Ivanušec, Mirko Marić (beiden Lokomotiva Zagreb), Filip Ozobić (Qäbälä), Fran Tudor (Hajduk Split) en Josip Mišić (HNK Rijeka). Zijn eerste doelpunt volgde in interlandoptreden vijf, in het eigen Maksimirstadion. Daar werd een kwalificatiewedstrijd voor het EK 2020 gespeeld tegen Azerbeidzjan. Ramil Sjejdajev opende dat duel de score namens de bezoekers, maar een minuut voor rust zorgde Barišić voor de gelijkmaker. Aangezien ook Andrej Kramarić tot scoren kwam, won Kroatië met 1–2.
Barišić werd in mei 2021 door bondscoach Zlatko Dalić opgenomen in de selectie van Kroatië voor het uitgestelde EK 2020. Op het toernooi werd Kroatië in de achtste finales uitgeschakeld door Spanje (3–5 na verlenging). Daarvoor werd in de groepsfase verloren van Engeland (1–0), gelijkgespeeld tegen Tsjechië (1–1) en gewonnen van Schotland (3–1). Barišić speelde alleen tegen Schotland mee. Zijn toenmalige teamgenoten Glen Kamara (Finland), Jon McLaughlin, Nathan Petterson (beiden Schotland) en Filip Helander (Zweden) waren ook actief op het EK.
In oktober 2022 werd Barišić door Dalić opgenomen in de voorselectie van Kroatië voor het WK 2022. Anderhalve week later behoorde hij ook tot de definitieve selectie. Tijdens dit WK behaalde Kroatië de derde plek door na een uitschakeling tegen Argentinië in de halve finales te winnen van Marokko. In de groepsfase was gewonnen van Canada en gelijkgespeeld tegen Marokko en België. Daarna werd op strafschoppen gewonnen van Japan en Brazilië. Barišić speelde alleen tegen Japan mee.
| Interlands van Borna Barišić voor Kroatië | Interlands van Borna Barišić voor Kroatië | Interlands van Borna Barišić voor Kroatië | Interlands van Borna Barišić voor Kroatië | Interlands van Borna Barišić voor Kroatië | Interlands van Borna Barišić voor Kroatië | Interlands van Borna Barišić voor Kroatië |
| №                                         | Datum                                     | Wedstrijd                                 | Uitslag                                   | Competitie                                | Goals                                     |                                           |
| Als speler bij NK Osijek                  | Als speler bij NK Osijek                  | Als speler bij NK Osijek                  | Als speler bij NK Osijek                  | Als speler bij NK Osijek                  | Als speler bij NK Osijek                  | Als speler bij NK Osijek                  |
| ----------------------------------------- | ----------------------------------------- | ----------------------------------------- | ----------------------------------------- | ----------------------------------------- | ----------------------------------------- | ----------------------------------------- |
| 1                                         | 11 januari 2017                           | Chili – Kroatië                           | 1 – 1                                     | Vriendschappelijk                         |                                           |                                           |
| 2                                         | 14 januari 2017                           | China – Kroatië                           | 1 – 1                                     | Vriendschappelijk                         |                                           |                                           |
| 3                                         | 27 mei 2017                               | Mexico – Kroatië                          | 1 – 2                                     | Vriendschappelijk                         |                                           |                                           |
| Als speler bij Rangers                    |                                           |                                           |                                           |                                           |                                           |                                           |
| 4                                         | 6 september 2018                          | Portugal – Kroatië                        | 1 – 1                                     | Vriendschappelijk                         |                                           |                                           |
| 5                                         | 21 maart 2019                             | Kroatië – Azerbeidzjan                    | 2 – 1                                     | EK 2020 kwalificatie                      | 44'                                       |                                           |
| 6                                         | 24 maart 2019                             | Hongarije – Kroatië                       | 2 – 1                                     | EK 2020 kwalificatie                      |                                           |                                           |
| 7                                         | 8 juni 2019                               | Kroatië – Wales                           | 2 – 1                                     | EK 2020 kwalificatie                      |                                           |                                           |
| 8                                         | 6 september 2019                          | Slowakije – Kroatië                       | 0 – 4                                     | EK 2020 kwalificatie                      |                                           |                                           |
| 9                                         | 9 september 2019                          | Azerbeidzjan – Kroatië                    | 1 – 1                                     | EK 2020 kwalificatie                      |                                           |                                           |
| 10                                        | 10 oktober 2019                           | Kroatië – Hongarije                       | 3 – 0                                     | EK 2020 kwalificatie                      |                                           |                                           |
| 11                                        | 13 oktober 2019                           | Wales – Kroatië                           | 1 – 1                                     | EK 2020 kwalificatie                      |                                           |                                           |
| 12                                        | 16 november 2019                          | Kroatië – Slowakije                       | 3 – 1                                     | EK 2020 kwalificatie                      |                                           |                                           |
| 13                                        | 5 september 2020                          | Portugal – Kroatië                        | 4 – 1                                     | Nations League 2020/21                    |                                           |                                           |
| 14                                        | 14 oktober 2020                           | Kroatië – Frankrijk                       | 1 – 2                                     | Nations League 2020/21                    |                                           |                                           |
| 15                                        | 14 november 2020                          | Zweden – Kroatië                          | 2 – 1                                     | Nations League 2020/21                    |                                           |                                           |
| 16                                        | 24 maart 2021                             | Slovenië – Kroatië                        | 1 – 0                                     | WK 2022 kwalificatie                      |                                           |                                           |
| 17                                        | 27 maart 2021                             | Kroatië – Cyprus                          | 1 – 0                                     | WK 2022 kwalificatie                      |                                           |                                           |
| 18                                        | 30 maart 2021                             | Kroatië – Malta                           | 3 – 0                                     | WK 2022 kwalificatie                      |                                           |                                           |
| 19                                        | 1 juni 2021                               | Kroatië – Armenië                         | 1 – 1                                     | Vriendschappelijk                         |                                           |                                           |
| 20                                        | 6 juni 2021                               | België – Kroatië                          | 1 – 0                                     | Vriendschappelijk                         |                                           |                                           |
| 21                                        | 22 juni 2021                              | Kroatië – Schotland                       | 3 – 1                                     | EK 2020                                   |                                           |                                           |
| 22                                        | 7 september 2021                          | Kroatië – Slovenië                        | 3 – 0                                     | WK 2022 kwalificatie                      |                                           |                                           |
| 23                                        | 11 oktober 2021                           | Kroatië – Slowakije                       | 2 – 2                                     | WK 2022 kwalificatie                      |                                           |                                           |
| 24                                        | 29 maart 2022                             | Kroatië – Bulgarije                       | 2 – 1                                     | Vriendschappelijk                         |                                           |                                           |
| 25                                        | 3 juni 2022                               | Kroatië – Oostenrijk                      | 0 – 3                                     | Nations League 2022/23                    |                                           |                                           |
| 26                                        | 6 juni 2022                               | Kroatië – Frankrijk                       | 1 – 1                                     | Nations League 2022/23                    |                                           |                                           |
| 27                                        | 25 september 2022                         | Oostenrijk – Kroatië                      | 1 – 3                                     | Nations League 2022/23                    |                                           |                                           |
| 28                                        | 16 november 2022                          | Saoedi-Arabië – Kroatië                   | 0 – 1                                     | Vriendschappelijk                         |                                           |                                           |
| 29                                        | 5 december 2022                           | Japan – Kroatië                           | 1 – 1 (1 – 3 n.s.)                        | WK 2022                                   |                                           |                                           |
| 30                                        | 28 maart 2023                             | Turkije – Kroatië                         | 0 – 2                                     | EK 2024 kwalificatie                      |                                           |                                           |
| 31                                        | 14 juni 2023                              | Nederland – Kroatië                       | 2 – 4                                     | Nations League 2022/23                    |                                           |                                           |
| 32                                        | 8 september 2023                          | Kroatië – Letland                         | 5 – 0                                     | EK 2024 kwalificatie                      |                                           |                                           |
| 33                                        | 11 september 2023                         | Armenië – Kroatië                         | 0 – 1                                     | EK 2024 kwalificatie                      |                                           |                                           |
| 34                                        | 12 oktober 2023                           | Kroatië – Turkije                         | 0 – 1                                     | EK 2024 kwalificatie                      |                                           |                                           |
| 35                                        | 15 oktober 2023                           | Wales – Kroatië                           | 2 – 1                                     | EK 2024 kwalificatie                      |                                           |                                           |

Bijgewerkt op 20 juli 2025.

## Erelijst
| Premiership         | 1 | 2020/21 |
| Scottish Cup        | 1 | 2021/22 |
| Scottish League Cup | 1 | 2023/24 |